# Робинсон (Тексас)
Робинсон (енгл. Robinson) град је у америчкој савезној држави Тексас. По попису становништва из 2010. у њему је живело 10.509 становника.

## Демографија
Према попису становништва из 2010. у граду је живело 10.509 становника, што је 2.664 (34,0%) становника више него 2000. године.
| Група             | 2000.         | 2010.         |
| Белци             | 6.857 (87,4%) | 8.427 (80,2%) |
| Афроамериканци    | 164 (2,1%)    | 397 (3,8%)    |
| Азијати           | 38 (0,5%)     | 54 (0,5%)     |
| Хиспаноамериканци | 706 (9,0%)    | 1.475 (14,0%) |
| Укупно            | 7.845         | 10.509        |